# 세계칼빈학회
세계칼빈학회(International Congress on Calvin Research)는 장 칼뱅 연구를 전공한 학자들에 의해 열리는 전문적이며 국제적인 칼빈학회이다. 현재 학회장은 캘빈 대학교의 맥키이다. 학회의 시작은 독일의 저명한 칼빈학자인 빌헬름 하인리히 노이저(en:Wilhelm Heinrich Neuser)에 의해 발기되었다. 독일, 미국, 영국, 네덜란드, 독일, 프랑스, 스위스, 헝가리, 체코, 남아공의 학자들이 중심이 되어 4년마다 발표와 책을 출판하고 있다.
현재 회장은 미국 칼빈 칼리지 헨리미터 센터 연구소 소장인 카린 마아그(Karin Maag)이다.

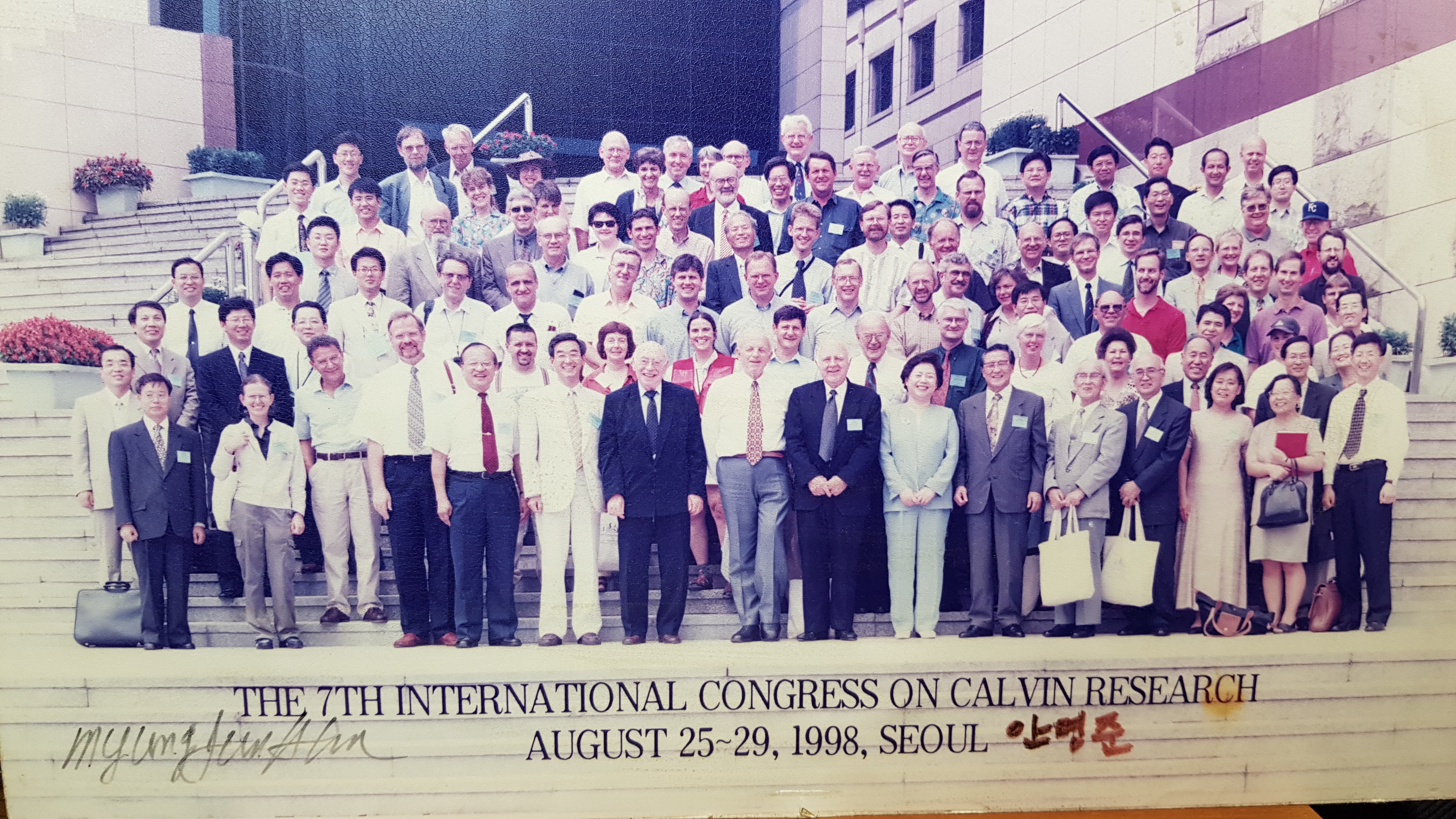
제 7회 세계칼빈학회 서울대회 1998년 8월 25-29

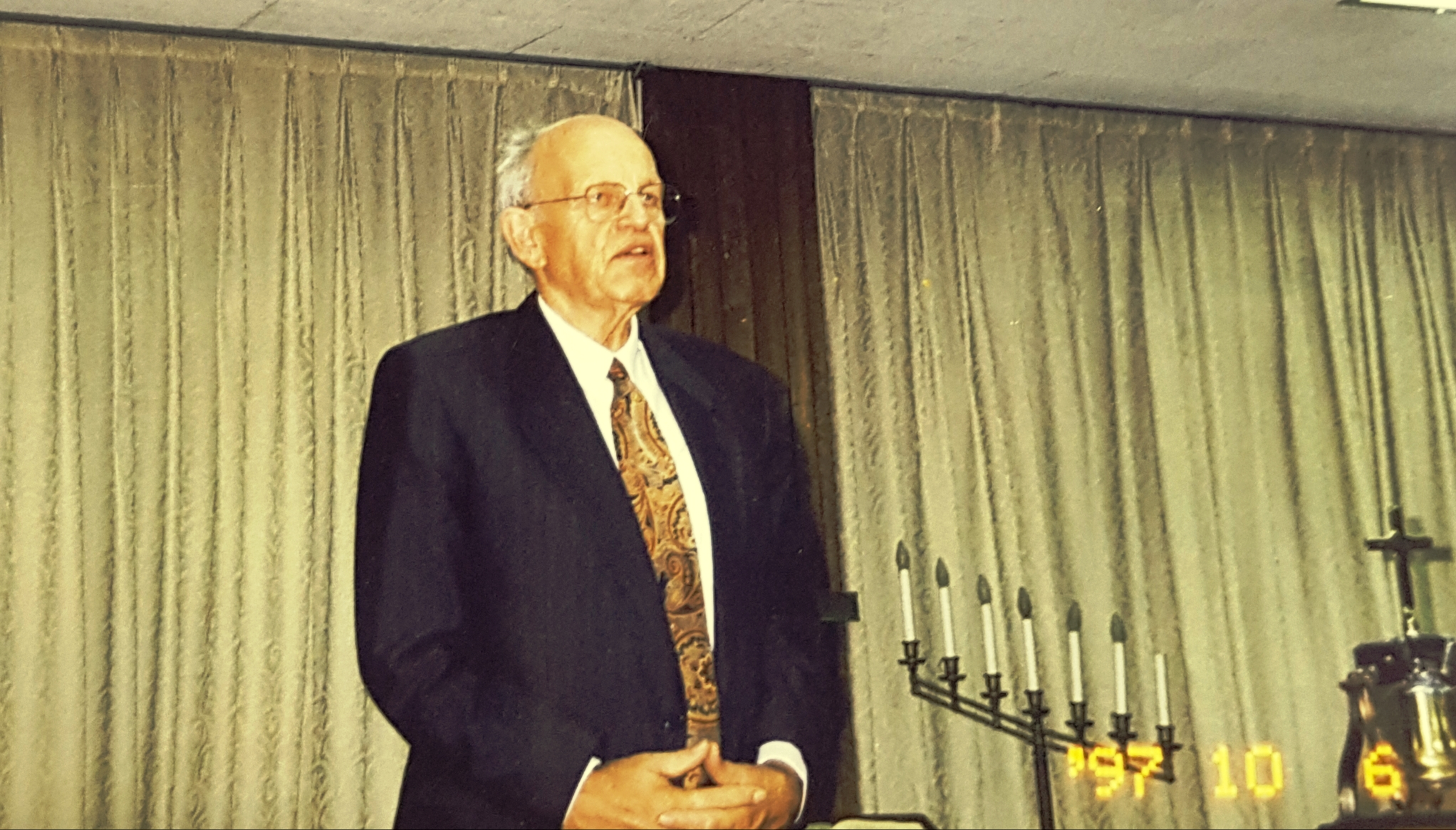
독일의 저명한 칼빈학자 노이저 박사, 1997년 10월 6일 아세아연합신학대학교

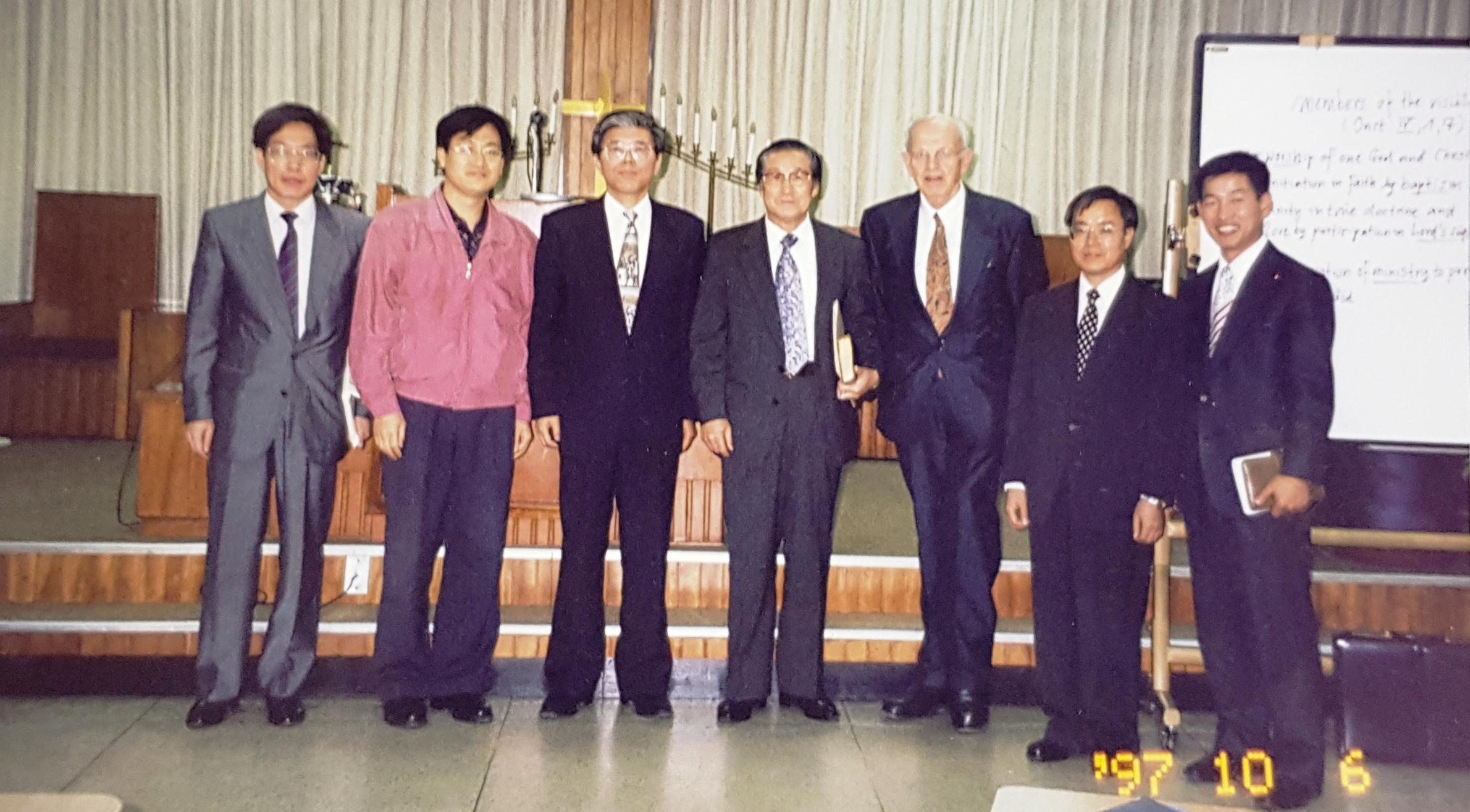
왼쪽에서 최윤배 박사, 박건택 박사, 안명준 박사, 한철하 박사, 이양호 박사 그리고 김성봉 박사와 함께한 저명한 칼빈학자 노이저 박사, 1997년 10월 6일 아세아연합신학대학교

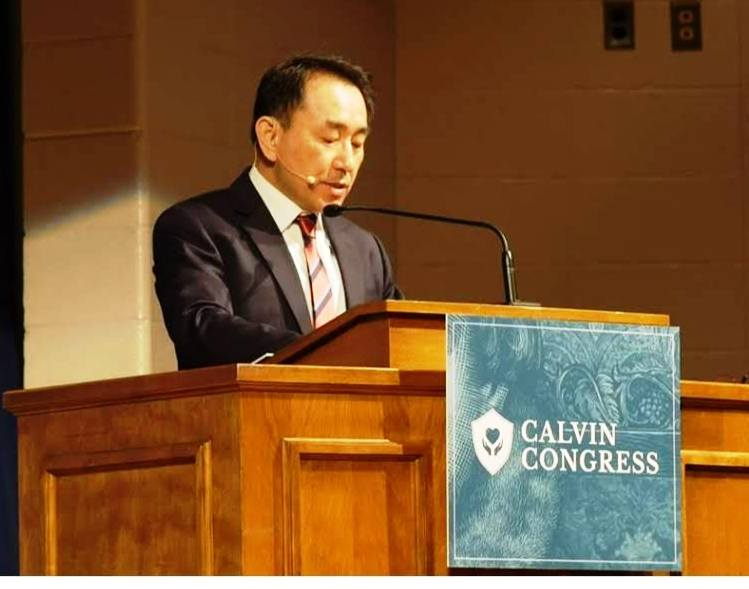
세계칼빈학회(Calvin Congress)에서 안인섭 박사가 발표하고 있다. 미국 웨스트민트터 신학교 2018년 8월 29일

## 한국 칼빈학자들 참가
한국에서는 1999년 제7회 세계칼빈학술대회가 8월 25일부터 29일까지 열렸다.
한국의 대표적인 칼빈연구가 1세는 신복윤, 한철하，정성구, 이수영 박사가 중심이 되어 시작된 한국칼빈학회가 있다. 이들 이외에 후에 세계칼빈학회에 역대 참가 발표 학자들은 이양호, 김재성,
안인섭, 김은득이 있다.

## 2018년 대회
2018년 8월 26일에서 30일까지 미국 필리델피아 웨스트민스터 신학교에서 개최될 세계 칼빈학회의 주제는 "존 칼빈: 정치와 자유에 대한 성경의 영향력(John Calvin: The Bible's Impact on Politics and Freedom)"이다. 플레너리 스피커로 스캇 매니쉬(Scott M. Manetsch), 바바바 피트킨(Barbara Pitkin), 올리버 밀레(Oliver Millet), 엘시 맥키(Elsie McKee), 안인섭(In-sub Ahn), 존 비테(John Witte), 코넬 즈비어라인(Cornel Zwierlein)이 참여한다. 발제자로는 대표적으로 에릭 드 부어(Erik A. de Boer), 아놀드 후이헌(Arnold Huijgen), 헹크 판 덴 벨트(Henk van den Belt), 김은득(Eundeuk Kim), 라일 비어마(Lyle Dean Bierma), 프리키 멀더(Frikkie Mulder)등이 있다. 한국인으로 총신대학교의 안인섭 교수는 "칼빈의 교회와 국가 개념에서의 어거스틴 사용(Calvin's Use of Augustine in His View on Church & State)"을 발제하였고, 칼빈 신학교의 김은득 목사는 "공공신학을 위한 카이퍼의 칼빈 전용(Amsterdam Praised and Blamed Geneva: Kuyper's Appropriation of Calvin for his Public Theology)을 발제하였다.

## 대회날짜와 장소
1·2회는 네덜란드 암스테르담(1974년, 1978년)
3회 스위스 제네바
4회 헝가리 데브레첸
5회 미국 칼빈신학교
6회 영국 에딘버러
7회 대한민국 서울(1998년)
8회 미국 프린스턴 신학교
9회 독일
10회 (남아프리카 공화국) Free State University(2010년)
11회 스위스 취리히, (2014년)
12회 미국 웨스트민스터 신학교(2018년)
13회 미국 칼빈 신학교 (July 25-28, 2023)

## 같이 보기
- 세계개혁신학회
- 한국칼빈학회
- 한국장로교신학회
- 장 칼뱅
- 장 칼뱅의 신학
- 요한칼빈탄생500주년기념사업회
- 한국장로교신학회
- 한국개혁신학회
- 개혁신학회
- 빌헬름 하인리히 노이저
- 로버트 M. 킹돈